# Wovenwar
Wovenwar est un supergroupe américain de heavy metal basé à San Diego. Formé en 2013, le groupe publie son premier album, éponyme, le 5 août 2014. Le style musical de l'album est décrit hard rock,,, metal alternatif,, metalcore mélodique,, et heavy metal moderne,.

## Historique
En mai 2013, le chanteur du groupe As I Lay Dying, Tim Lambesis, est arrêté, accusé d'avoir tenter de tuer son épouse. Les membres restants commencent à écrire avec le chanteur Shane Blay de Oh, Sleeper. L'arrestation de Lambesis affecte négativement sa relation avec As I Lay Dying, ce qui mène au départ de tous les membres à l'exception de Jordan Mancino, qui partage les droits du nom avec Lambesis depuis 2006. Après une conversation qui a tourné court, ils décident de mettre As I Lay Dying en suspens,.
Entre 2013 et 2014, le nouvellement formé Wovenwar commence à écrire son premier album, éponyme, avec le producteur Bill Stevenson. Le mixage de l'album est effectué par Colin Richardson. Le premier single, All Rise, est publié le 21 avril 2014. Le 18 juin 2014, le groupe publie un deuxième single de l'album, intitulé The Mason. L'album lui-même est publié le 5 août 2014 au label Metal Blade Records.
Wovenwar effectue sa première tournée américaine avec Black Label Society entre le 17 juillet 2014 et le 4 août 2014. Le groupe tourne aussi en Europe entre le 27 septembre 2014 et le 8 novembre 2014 en soutien à In Flames. Wovenwar, parmi d'autres groupes, joue avec Periphery à leur tournée américaine Juggernaut Tour entre le 10 janvier 2015 et le 14 février 2015. Du 20 février 2015 au 18 mars 2015, Wovenwar et All That Remains sont rejoints par In Flames, cette fois pour une tournée américaine en tête d'affiche. Du 12 mai au 25 mai 2015, Wovenwar revient en Europe comme invité spécial pour une tournée avec Sylosis. Le groupe joue aussi au Royaume-Uni en mai 2015.
Le groupe publie son deuxième album, 11 morceaux combinés à plusieurs démos, au label Metal Blade Records,.
Le 3 septembre 2016, le groupe annonce un nouveau single, Censorship, pour septembre 2016. Wovenwar sort on deuxième album, Honor Is Dead, le 21 octobre 2016 au label Metal Blade Records. Le guitariste Phil Sgrosso quitte le groupe juste après avoir terminé l'album afin de se consacrer à son propre projet, Poison Headache.

## Membres

### Membres actuels
- Shane Blay – chant, guitare rythmique (depuis 2013)
- Nick Hipa – guitare solo (depuis 2013)
- Josh Gilbert – guitare basse, chant (depuis 2013)
- Jordan Mancino – batterie (depuis 2013)

### Anciens membres
- Phil Sgrosso – guitare rythmique, programmation (2013–2016)[20],[21]

## Discographie
| Titre         | Détails                                                                                | Meilleure position | Meilleure position | Meilleure position | Meilleure position | Meilleure position |
| Titre         | Détails                                                                                | US                 | US Hard Rock       | US Indie           | US Rock            | US Digital         |
| ------------- | -------------------------------------------------------------------------------------- | ------------------ | ------------------ | ------------------ | ------------------ | ------------------ |
| Wovenwar      | - Publié : 5 août 2014 - Label : Metal Blade Records - Format : CD, téléchargement     | 36                 | 3                  | 3                  | 13                 | 25                 |
| Honor Is Dead | - Publié : 21 octobre 2016 - Label : Metal Blade Records - Format : CD, téléchargement | 68                 | 7                  | 15                 | 27                 | 40                 |